# Andrzej Poczobut

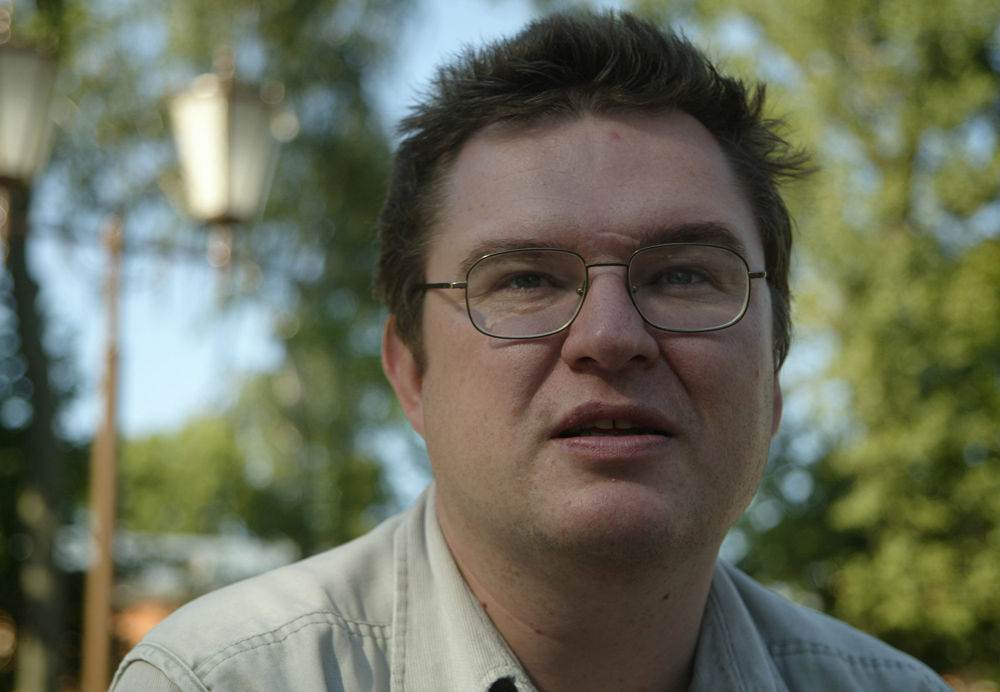
Andrzej Poczobut (2005)

Andrzej Poczobut, bělorusky Андрэй Пачобут, Andrej Pačobut (* 16. dubna 1973 Vjalikaja Bjerastavica, Běloruská SSR, SSSR), je novinář, publicista, bloger a politický vězeň. Je spojen s Grodnem a angažuje se v rámci polské menšiny v Bělorusku.

## Život
Pracoval mj. v několika novinách a časopisech v Grodně (Pahonia, Děň, Mjestnoje Vremja) a v celostátním deníku Narodnaja Volja. Byl šéfredaktorem časopisu Magazyn Polski na uchodźstwie, orgánu Svazu Poláků v Bělorusku, ve kterém se angažuje od 90. let. Vždy se vyslovoval za plnou nezávislost této organizace na státních orgánech, ovšem v rámci respektování běloruského právního systému. V současnosti je předsedou ústřední rady Svazu, která ovšem není běloruskými úřady uznávána. Pro svou veřejnou a novinářskou činnost byl opakovaně zadržován a vězněn. Od roku 2006 roku je korespondentem deníku Gazeta Wyborcza v Grodnu. Patří k odpůrcům běloruského prezidenta Alexandra Lukašenka, jehož režim opakovaně kritizoval ve svých článcích.
18. března 2011 ho oblastní prokuratura v Grodně obvinila ze znevažování hlavy státu v řadě článků v Gazetě Wyborcze, na internetovém portálu Bjalorusskij Partizan a na svém osobním blogu. 6. dubna 2011 byl zadržen na 72 hodin, když se pokusil odjet do Minsku na setkání s představiteli Evropské komise a delegací Evropského parlamentu prostřednictvím telemostu, a následně byl umístěn do vyšetřovací vazby. 5. července 2011 ho soud v Grodně odsoudil na tři roky do vězení s podmíněným odkladem na dva roky, i nadále však hodlá kritizovat autoritativní režim. V prosinci 2011 mu bylo uděleno polské novinářské ocenění "Novinář roku". 21. června 2012 byl znovu zadržen a obviněn ze znevažování prezidenta, v jeho bytě byla provedena domovní prohlídka. Po devíti dnech byl propuštěn se zákazem pobytu v Grodně. Trestní stíhání v jeho záležitosti trvá dál. Poczobut má být souzen podle § 367 odst. 2 trestního zákona a hrozí mu trest pěti let odnětí svobody.
Je expertem v oblasti historie zvláštních služeb SSSR a Zemské armády v západním Bělorusku.
Je ženatý a má dvě děti.